# Renato Gardini (lottatore)
Renato Umberto Giorgio Gardini (Bologna, 10 marzo 1889 – Santos, 29 settembre 1940) è stato un lottatore italiano.

## Biografia
Nato a Bologna nel 1889, a 23 anni partecipò ai Giochi Olimpici di Stoccolma 1912, nella lotta greco-romana, categoria pesi medio-massimi, uscendo al quarto turno per mano dello svedese Anders Ahlgren, poi finalista. Dopo i Giochi emigrò negli Stati Uniti d'America, dove si sposò nel 1922 e lottò da professionista. Morì nel 1940, a 51 anni, per improvvisi problemi cardiaci a Santos, in Brasile, dove si trovava per promuovere il suo sport.